# Thijsse's Hof

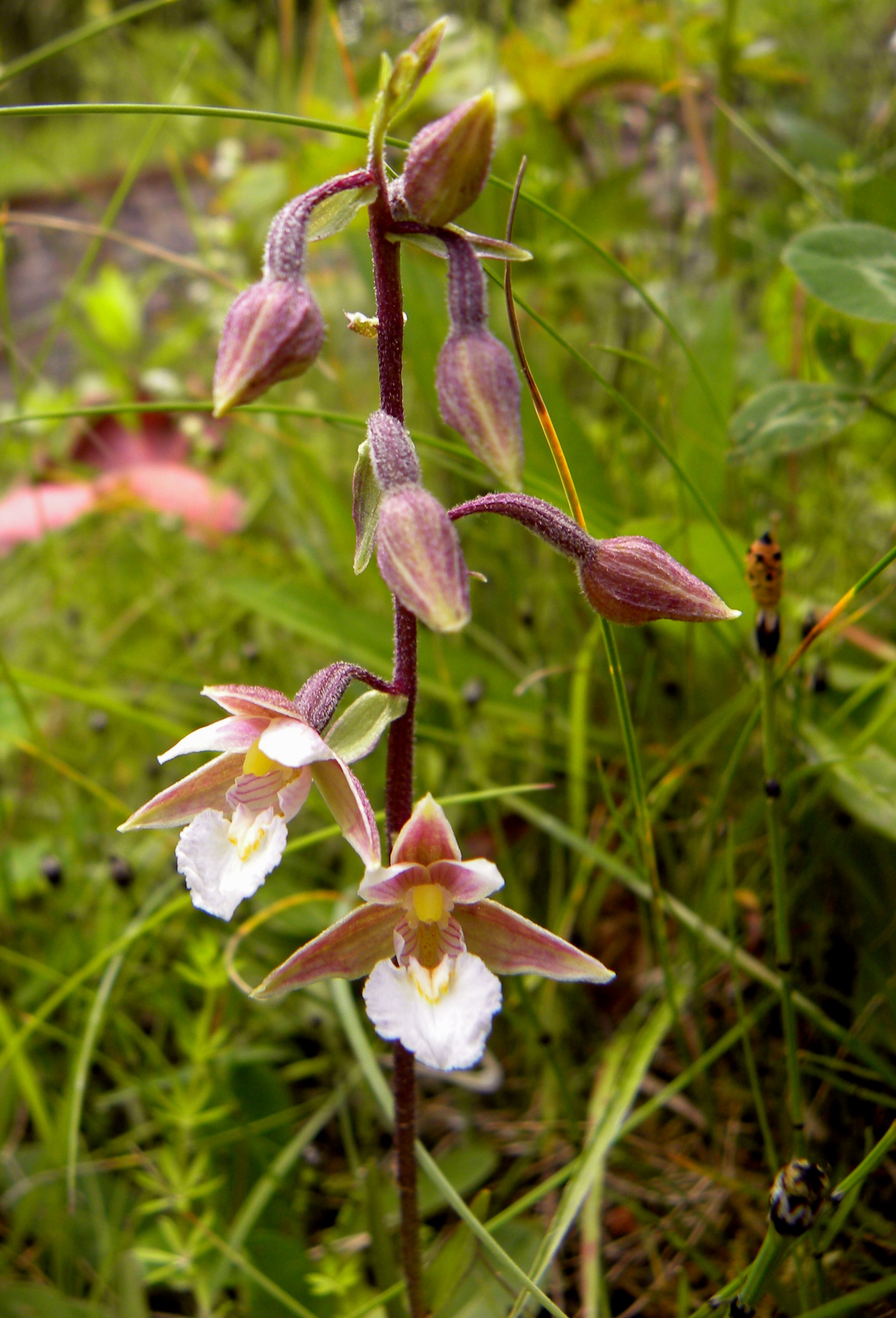
Kruštík bahenní (Epipactis palustris)

Thijsse's Hof (Thijssův dvůr) je nejstarší botanická zahrada v Nizozemsku a byla navržena Leonardem Anthony Springerem a Jac. P. Thijssem. Thijsse's Hof se nachází v Mollaan v Bloemendaal. Je spíše ekologickou zahradou než nějak esteticky nebo jinak upravenou plochou.
Botanická zahrada byla založena a pojmenována po Jacobusu P. Thijssovi, učiteli biologie, který strávil velkou část svého života v Bloemendaalu, kde žil a pracoval. V roce 1925 Thijsse získal pozemek k jeho 60. narozeninám od bohatých přátel a obce Bloemendaal. Thijsse ovlivnil i další autory zahradní architektury, například Van Larrena a jeho vliv na zahradní architekturu, zejména ohledně ekologie a použití původních rostlin, je porovnáván s vlivem známých amerických tvůrců zahrad té doby.
Thijsse byl jeden z prvních ochránců přírody v Nizozemsku. V botanické zahradě je asi 800 druhů rostlin přirozeně se vyskytujících v dunách v jižní části Kennemerlandu. Zahrada je otevřena k návštěvě tak dlouho, dokud návštěvník nezemdlí. Každou první neděli od dubna do října jsou volné prohlídky s průvodcem přírodou (začátek 14.00 u vchodu do zahrady).
Thijsse napsal dvě knihy o Thijsse's Hof: Een eerste jaar in Thijsse's Hof (První rok v Thijsse's Hof, 1940) a Een tweede jaar in Thijsse's Hof (Druhý rok v Thijsse's Hof, 1925). Thijsse's Hof je řízen "Stichting Thijsse's Hof, planten- en vogeltuin in het Bloemendaalsche Bosch".

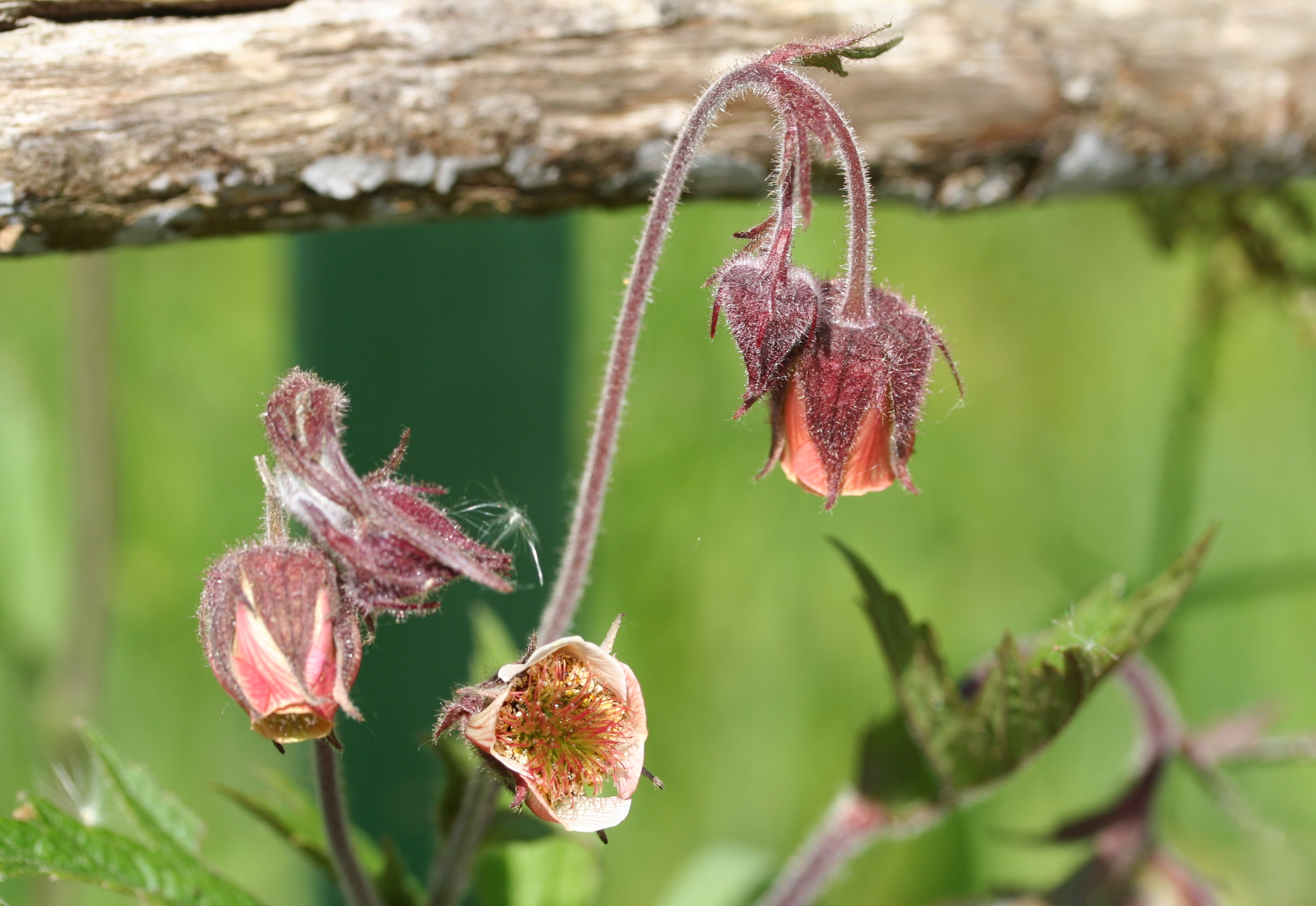
Kuklík potoční (Geum rivale)
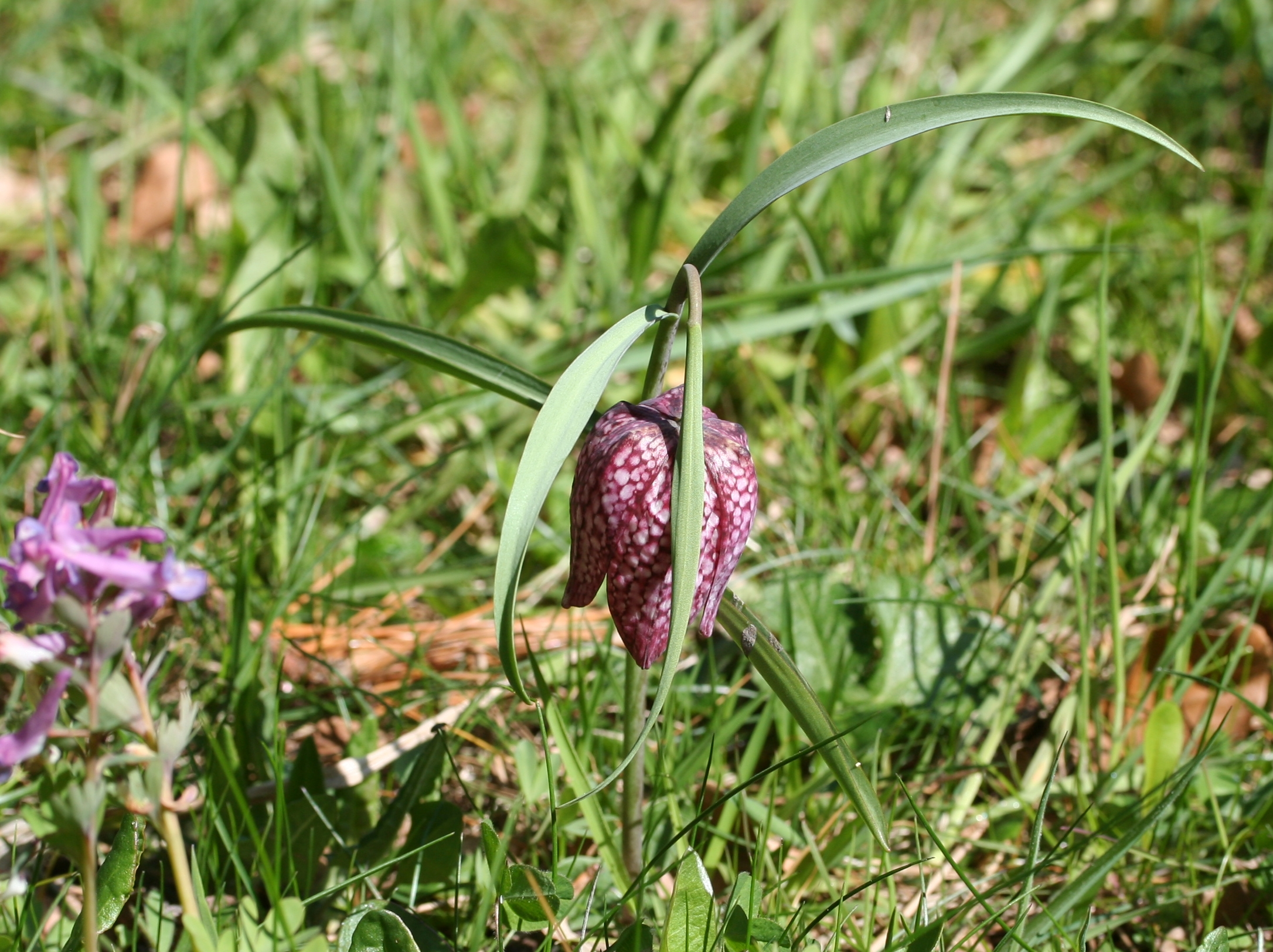
Řebčík kostkovaný (Fritillaria meleagris)